# Allathelges
Allathelges is een geslacht van Isopoda- parasieten in de familie Bopyridae en bevat de volgende soorten:
- Allathelges alisonae Williams & Boyko, 2016
- Allathelges pakistanensis Kazmi & Markham, 1999